# Ernst Frankenbach

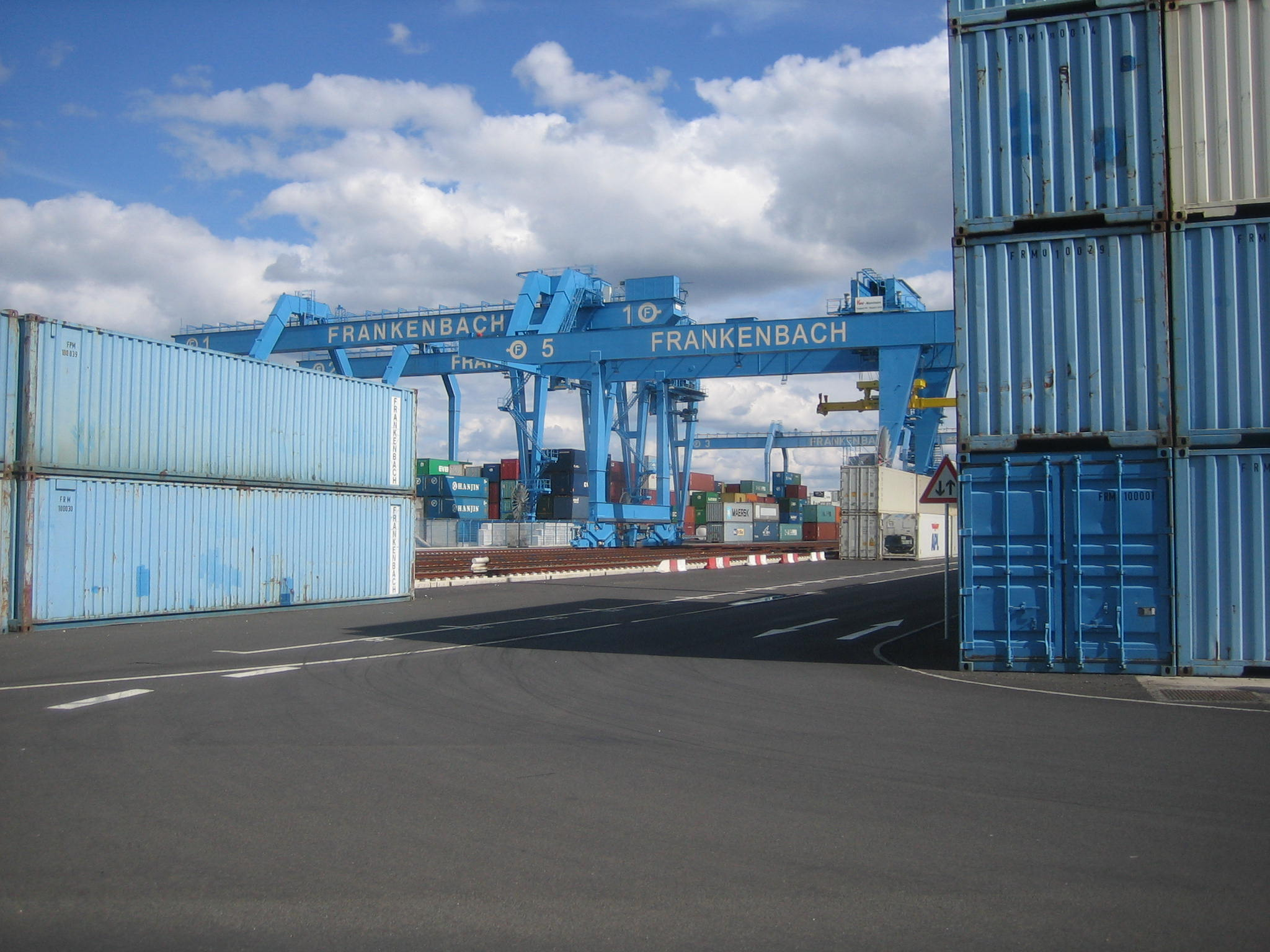
Containerterminal Mainz

Die Ernst Frankenbach GmbH mit Sitz im hessischen Mainz-Kastel, einem Stadtteil von Wiesbaden, ist ein mittelständischer Transport- und Logistikdienstleister und zugleich Konzernmutter der Frankenbach-Gruppe.

## Geschichte
Das Unternehmen wurde um die Jahrhundertwende vom 19. zum 20. Jahrhundert in Mainz-Kastel gegründet. Ernst Frankenbach (1.), der Unternehmensgründer, startete als Fuhrunternehmen mit Pferdegespannen. 1936 erwarb sein Sohn Ernst Frankenbach (2.) den ersten Lastkraftwagen. Im Zweiten Weltkrieg wurde die LKW-Flotte des Unternehmens zum Kriegseinsatz requiriert. Nach Heimkehr aus dem Krieg begann Ernst Frankenbach (2.) mit dem Neuaufbau des Unternehmens. 1970 trat die 3. Generation, Ernst Frankenbach (3.) und Christian Frankenbach, in das Unternehmen ein. Ab Mitte der 1970er Jahre wurde das klassische Transportgeschäft um Spezialtransporte für Container sowie um Automobillogistik erweitert. 2011 stieg Frankenbach mit der Eröffnung des Containerterminals in Mainz auch in den trimodalen Containertransport ein.

## Struktur
Frankenbach ist neben dem klassischen Transport- bzw. Speditionsgeschäft (Ernst Frankenbach GmbH) in den Segmenten Containertransport (Frankenbach Container Service GmbH), Automobillogistik (Frankenbach Automobil Logistik GmbH) sowie Containerterminal (Frankenbach Container Terminals GmbH) aktiv. Zudem besteht eine Auslandsniederlassung in den Niederlanden (Frankenbach BV). Führungsgesellschaft der Frankenbach-Gruppe und zugleich höchste Konsolidierungsebene des Konzerns ist die Ernst Frankenbach GmbH. An der Ernst Frankenbach Container Terminals GmbH halten die Stadtwerke Mainz eine Minderheitsbeteiligung.

## Standorte
Neben dem Hauptsitz in Mainz-Kastel und dem Containerterminal am Mainzer Rheinufer bestehen weitere Niederlassungen in  Bischofsheim, Ginsheim-Gustavsburg, Biebesheim, Mainz und Worms.

## Kennzahlen
2020 machte die Gruppe mit rund 560 Mitarbeitern einen Umsatz von 140 Mio. EUR.